# Messein
Messein é uma comuna francesa na região administrativa de Grande Leste, no departamento de Meurthe-et-Moselle. Estende-se por uma área de 5,14 km². Em 2010 a comuna tinha 1 949 habitantes (densidade: 379,2 hab./km²).